# Tricotomia preoperatoria
La tricotomia preoperatoria (dal greco θρίξ, thrìx - 'capello' e τoμία, tomìa - 'tagliato', 'tolto') è la procedura di rimozione dei peli o capelli presenti nella zona cutanea da sottoporre a un intervento chirurgico, per minimizzare l'interferenza con l'incisione e il seguente intervento.

## Descrizione
La tricotomia fa parte della preparazione preoperatoria del paziente, ed è uno dei fattori più rilevanti nel controllo delle cosiddette infezioni del sito chirurgico (ISC); una volta ripulita la zona, si procede a ridurre la flora microbica cutanea con un'adeguata igiene e un trattamento antisepsi.
Nonostante sia necessaria per ridurre le possibilità di insorgenza di problemi, la tricotomia è a sua volta un rischio d'infezione, poiché può causare microlesioni della pelle. Dai dati riportati in letteratura è noto infatti che la rasatura preoperatoria del sito chirurgico è associata a un rischio significativamente più elevato di infezione rispetto all'uso di creme depilatorie o alla non rasatura. L'aumentato rischio di ISC associato alla rasatura è stato attribuito a microscopiche lesioni cutanee che fungono poi da “foci” per la moltiplicazione batterica.
L'insorgenza di complicazioni e ISC dipende dal metodo usato per la rasatura e dal momento in cui questa viene eseguita: 
Uno studio di R. Seropian e B. M. Reynold  ha approfondito la relazione tra questi fattori:
- Su una tricotomia eseguita subito prima dell'intervento la frequenza di ISC è del 3,1%
- Su una tricotomia eseguita entro 24 ore prima dell'intervento la frequenza di ISC è del 7,1%
- Su una tricotomia eseguita più di 24 ore prima dell'intervento la frequenza di ISC è del 20%.

Per questo, la tricotomia si esegue non più di due ore prima dell'intervento.
Inoltre, è sempre preferibile utilizzare metodi che non costituiscono rischio di lesione: il rasoio elettrico, i saponi o le creme depilatorie vengono preferiti al rasoio a lame, poiché riducono le microlesioni cutanee.